# Hassen Toumi
Pour les articles homonymes, voir Toumi (homonymie).
Hassen Toumi (arabe : حسن ﺍﻟﺘﻮﻣﻲ), né le 24 août 1942 à Béja (Tunisie) et mort le 14 novembre 2006 à Tunis[réf. nécessaire], est un footballeur international tunisien.

## Biographie
Il évolue d'abord au poste de milieu de terrain puis comme arrière gauche au sein du Club africain. Il fait partie des joueurs découverts par Fabio Roccheggiani. Formé et entraîné par le coach à travers les catégories d'âge, il remporte ses premiers titres chez les juniors, avant de confirmer avec le premier titre du club obtenu après l'indépendance de la Tunisie. Évoluant avec les seniors dès l'âge de 17 ans, il met fin à sa carrière à l'âge de 23 ans. 
Faisant partie des sélections de jeunes, il est appelé en équipe nationale par l'entraîneur André Gérard. Il participe aux Jeux de l'Amitié de Dakar en 1963 et dispute deux rencontres contre la Mauritanie et la République démocratique du Congo (alors appelée Congo-Léopoldville).

## Palmarès
Club africain
| - Championnat de Tunisie (1) : - Champion : 1963-1964. - Coupe de Tunisie (1) : - Vainqueur : 1964-1965. |  | - Championnat de Tunisie juniors (3) : - Champion : 1960-1961, 1961-1962 et 1962-1963. |